# Matthew Ridenton
Matthew George Robert Ridenton (Auckland, 11 maart 1996) is een Nieuw-Zeelands voetballer die doorgaans speelt als middenvelder. In februari 2025 verruilde hij Queensland Lions voor Eastern Suburbs. Ridenton maakte in 2014 zijn debuut in het Nieuw-Zeelands voetbalelftal.

## Clubcarrière
Ridenton speelde in de jeugd van Auckland City en verkaste in 2013 naar Wellington Phoenix. Op 6 december 2013 speelde hij voor het eerst mee in het eerste elftal, toen met 4–2 verloren werd op bezoek bij Perth Glory. Hij mocht van coach Ernie Merrick na drieënzeventig minuten invallen voor Albert Riera. Op 13 november 2015, drie jaar later, won Wellington Phoenix met 4–2 van Adelaide United. Craig Goodwin opende de score voor de bezoekers, maar via één treffer van Roy Krishna, twee van Roly Bonevacia en één van Ridenton kwam Wellington op een ruime voorsprong. Via Pablo Sánchez Alberto werd het uiteindelijk 4–2.
Medio 2018 maakte Ridenton de overstap naar Newcastle Jets. Twee jaar later verkaste de middenvelder naar Brisbane Roar. Ridenton ging na vijf maanden alweer weg, toen hij terugkeerde naar zijn oude club Wellington Phoenix. Deze verliet hij aan het einde van het seizoen 2020/21 weer. In december 2021 nam Queensland Lions hem onder contract, waarna Eastern Suburbs hem in februari 2025 overnam.

## Clubstatistieken
| Seizoen | Club               | Competitie | Competitie | Competitie | Beker | Beker | Internationaal | Internationaal | Totaal | Totaal |
| Seizoen | Club               | Competitie | Wed.       | Dlp.       | Wed.  | Dlp.  | Wed.           | Dlp.           | Wed.   | Dlp.   |
| ------- | ------------------ | ---------- | ---------- | ---------- | ----- | ----- | -------------- | -------------- | ------ | ------ |
| 2013/14 | Wellington Phoenix | A-League   | 13         | 0          | 0     | 0     | —              | —              | 13     | 0      |
| 2014/15 | Wellington Phoenix | A-League   | 3          | 0          | 0     | 0     | —              | —              | 3      | 0      |
| 2015/16 | Wellington Phoenix | A-League   | 15         | 3          | 1     | 0     | —              | —              | 16     | 3      |
| 2016/17 | Wellington Phoenix | A-League   | 15         | 1          | 0     | 0     | —              | —              | 15     | 1      |
| 2017/18 | Wellington Phoenix | A-League   | 26         | 0          | 0     | 0     | —              | —              | 26     | 0      |
| 2018/19 | Newcastle Jets     | A-League   | 21         | 1          | 2     | 0     | 2              | 1              | 25     | 1      |
| 2019/20 | Newcastle Jets     | A-League   | 9          | 0          | 3     | 0     | —              | —              | 12     | 0      |
| 2019/20 | Brisbane Roar      | A-League   | 5          | 1          | 0     | 0     | —              | —              | 5      | 1      |
| 2020/21 | Wellington Phoenix | A-League   | 8          | 0          | 0     | 0     | —              | —              | 8      | 0      |
| Totaal  | Totaal             | Totaal     | 156        | 14         | 7     | 0     | 2              | 1              | 165    | 14     |

Bijgewerkt op 13 mei 2024.

## Interlandcarrière
Ridenton maakte zijn debuut in het Nieuw-Zeelands voetbalelftal op 30 mei 2014, toen met 0–0 gelijkgespeeld werd tegen Zuid-Afrika. Hij mocht van bondscoach Neil Emblen twaalf minuten voor tijd invallen voor Marco Rojas. De andere debutanten dit duel waren Jason Hicks (eveneens Wellington Phoenix), James Musa (South Melbourne) en Tamati Williams (Adelaide United).
| Interlands van Matthew Ridenton voor Nieuw-Zeeland | Interlands van Matthew Ridenton voor Nieuw-Zeeland | Interlands van Matthew Ridenton voor Nieuw-Zeeland | Interlands van Matthew Ridenton voor Nieuw-Zeeland | Interlands van Matthew Ridenton voor Nieuw-Zeeland | Interlands van Matthew Ridenton voor Nieuw-Zeeland | Interlands van Matthew Ridenton voor Nieuw-Zeeland |
| №                                                  | Datum                                              | Wedstrijd                                          | Uitslag                                            | Competitie                                         | Goals                                              |                                                    |
| Als speler bij Wellington Phoenix                  | Als speler bij Wellington Phoenix                  | Als speler bij Wellington Phoenix                  | Als speler bij Wellington Phoenix                  | Als speler bij Wellington Phoenix                  | Als speler bij Wellington Phoenix                  | Als speler bij Wellington Phoenix                  |
| -------------------------------------------------- | -------------------------------------------------- | -------------------------------------------------- | -------------------------------------------------- | -------------------------------------------------- | -------------------------------------------------- | -------------------------------------------------- |
| 1                                                  | 30 maart 2014                                      | Nieuw-Zeeland – Zuid-Afrika                        | 0 – 0                                              | Vriendschappelijk                                  |                                                    |                                                    |
| 2                                                  | 4 juni 2016                                        | Nieuw-Zeeland – Salomonseilanden                   | 1 – 0                                              | WK 2018 kwalificatie                               |                                                    |                                                    |
| 3                                                  | 8 oktober 2016                                     | Nieuw-Zeeland – Mexico                             | 1 – 2                                              | Vriendschappelijk                                  |                                                    |                                                    |
| 4                                                  | 2 juni 2018                                        | Kenia – Nieuw-Zeeland                              | 2 – 1                                              | Vriendschappelijk                                  |                                                    |                                                    |
| 5                                                  | 7 juni 2018                                        | India – Nieuw-Zeeland                              | 1 – 2                                              | Vriendschappelijk                                  |                                                    |                                                    |
| Als speler bij Newcastle Jets                      |                                                    |                                                    |                                                    |                                                    |                                                    |                                                    |
| 6                                                  | 17 november 2019                                   | Litouwen – Nieuw-Zeeland                           | 1 – 0                                              | Vriendschappelijk                                  |                                                    |                                                    |

Bijgewerkt op 12 maart 2025.